# Anarhynchus obscurus aquilonius
Anarhynchus obscurus aquilonius ("noordelijke rosse plevier") is een ondersoort van de rosse plevier (voorheen in Charadrius). Het is een waadvogel uit de familie van plevieren (Charadriidae). De vogel werd in 1994 door de Nieuw-Zeelandse vogelkundige John E. Dowding geldig als ondersoort beschreven. Het is een voor uitsterven gevoelige, endemische ondersoort van de rosse plevier in het zuiden van Nieuw-Zeeland. BirdLife International beschouwt de deze ondersoort als aparte soort (Charadrius aquilonius).

## Kenmerken
De vogel is 25 cm lang en de grootste soort uit het geslacht Charadrius. De vogel heeft een wit voorhoofd, witachtige onderdelen en er loopt een donkere streep door het oog met daarboven een lichte wenkbrauwstreep, die doorloopt tot het achterhoofd. De snavel is zwart en vrij fors, de poten zijn grijs. Deze ondersoort is aanmerkelijk lichter zowel van onder als van boven, met meer wit op de kop en op de flanken en mist in de broedtijd de duidelijke kastanjebruine borst en buik (bij het vrouwtje is het meer een rozige waas).

## Verspreiding en leefgebied
Deze soort is endemisch in Nieuw-Zeeland en komt voor op het Noordereiland. Daar broedt de vogel op brede stranden en in zoutwatermoerassen in riviermondingen en soms zelfs in verstedelijkt gebied in de buurt van golfbanen. Buiten de broedtijd komt de soort voor in groepen die zich ophouden in estuaria.

## Status
De noordelijke rosse plevier heeft een beperkt verspreidingsgebied en daardoor is de kans op uitsterven aanwezig. De grootte van de populatie werd in 2022 door BirdLife International geschat op 1900 volwassen individuen. Het broedsucces wordt sterk beïnvloed door beschermingsmaatregelen in de gebieden waar de vogels broeden, dankzij deze maatregelen neemt de populatie sinds 2004 toe. Buiten deze beschermde gebieden wordt de populatie bedreigd door predatie door ingevoerde hermelijnen, katten en mogelijk ook ratten maar bovendien door inheemse predatoren als de kelpmeeuw. En verder zijn allerlei ontwikkelingen zoals de uitbouw van infrastructuur in de kustgebieden een bedreiging. Door de succesvolle beschermingsmaatregelen en toenemende populatie staat deze ondersoort als niet bedreigd op de Rode Lijst van de IUCN.